# Haus Orr

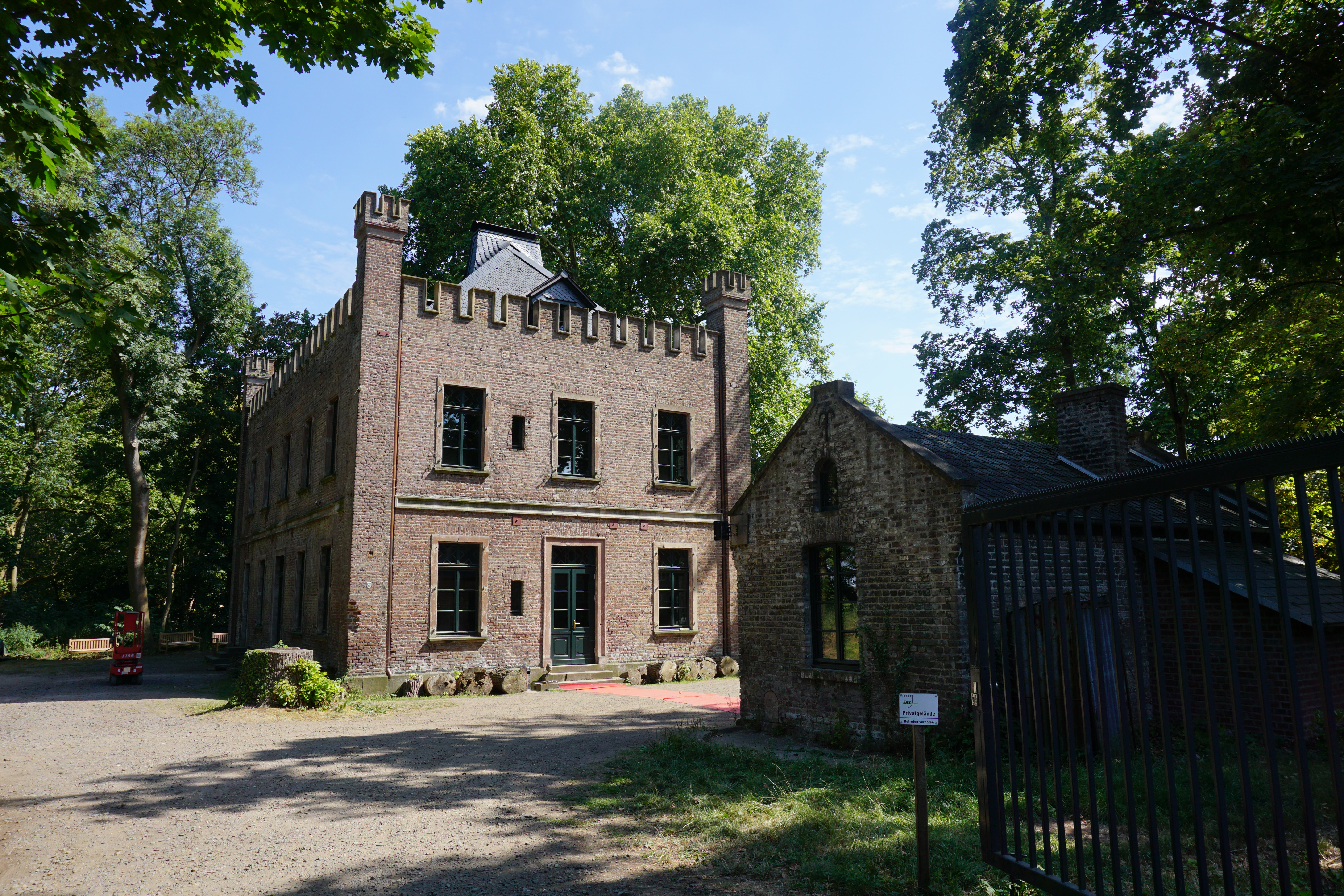
Haus Orr 2018

Das Haus Orr war ein Rittergut im heutigen Pulheim im Rhein-Erft-Kreis in Nordrhein-Westfalen. Das Gebäude sowie das zugehörige ehemalige Wirtschaftsgut Kriegshof sind heute noch vorhanden.

## Lage
Haus Orr und sein ehemaliger Wirtschaftshof Kriegshof liegen zurückgesetzt an der Landstraße zwischen Pulheim und Esch im Pulheimer Ortsteil Orr.

## Geschichte

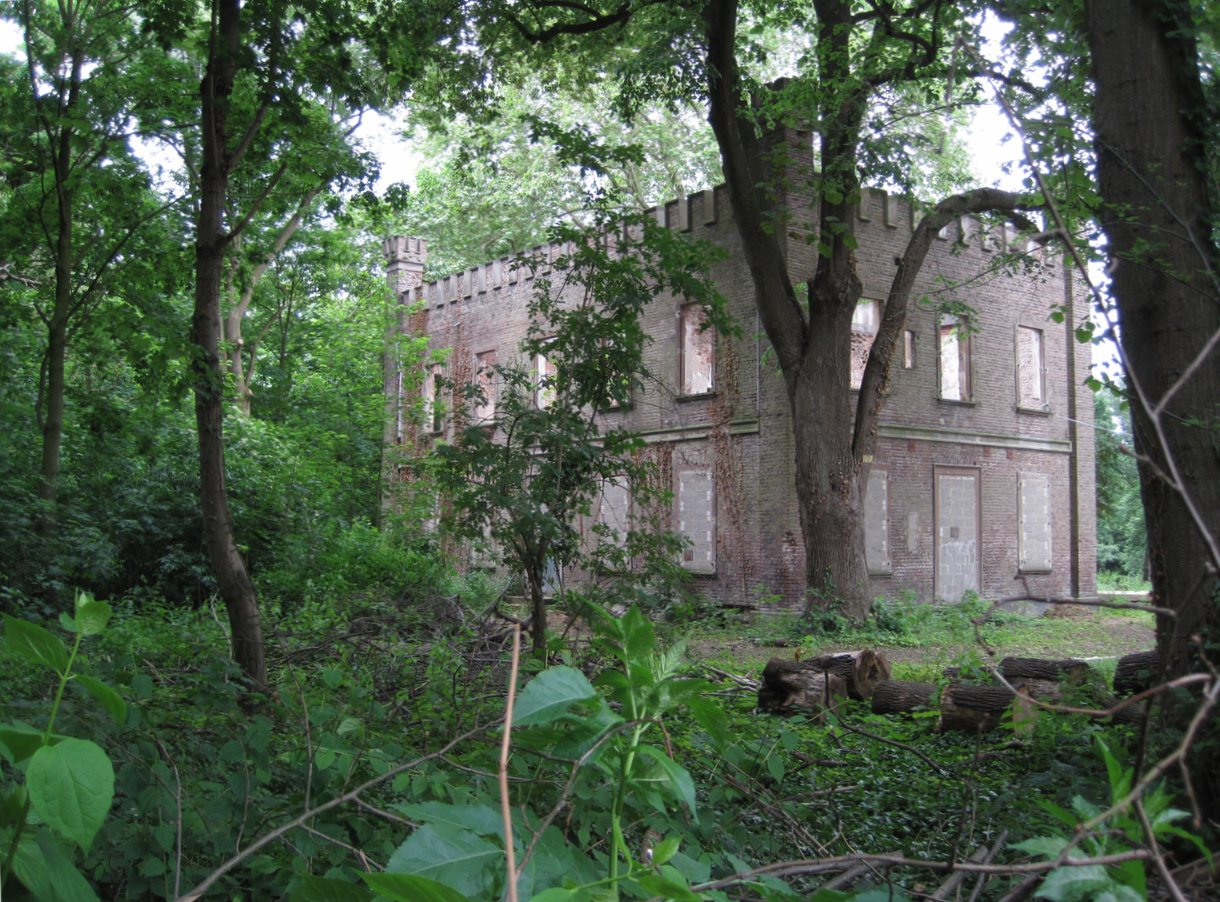
Haus Orr 2012, vor Beginn der Renovierung

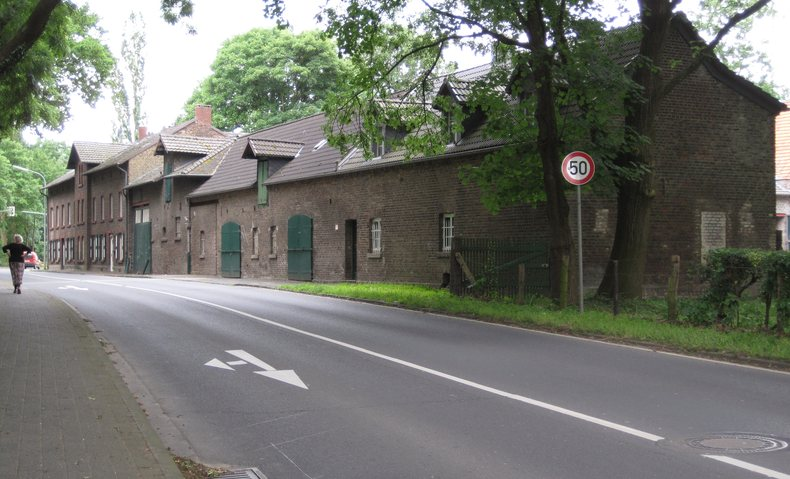
Gut Kriegshof, von Osten aus gesehen.

Das Gelände von Haus Orr umfasste eine Parkanlage, zu der ein Weiher mit zwei unterschiedlich großen Inseln gehörte. Auf der kleineren Insel stand vermutlich einmal eine Burganlage.
In der ersten urkundlichen Erwähnung 1264 wurde Orr als „Urre“ bezeichnet. Im 13. Jahrhundert war ein Jh. Friedrich von Gyltling Herr von Orr. 1342 schenkte Gobelinus von Udenkoven dem Konvent von St. Severin Ländereien des Ortes.
Der Kölner Erzbischof und der Herzog von Jülich-Berg stritten sich ab 1576 um die Landeshoheit. Da sie sich die Hohe und Niedere Gerichtsbarkeit teilten, konnte zeitweilig eine Besteuerung der Orrer Landleute nicht erfolgen.
Das zweigeschossige Herrenhaus wurde um 1838, vom Bankier Peter Daniel Koch, nach Plänen des Kölner Dombaumeisters Ernst Friedrich Zwirner erbaut.
Die Erben Kochs verkauften die Anlage an Werner Pagenstecher.
Nach dem Krieg war das Herrenhaus noch bewohnt, wurde aber später aufgegeben und verfiel teilweise, so dass eine Notsicherung vorgenommen werden musste, um das Gebäude zu erhalten. Die Überreste des Daches und der Decken wurden dabei entfernt und Anker eingezogen um wenigstens die Außenmauern zu erhalten. 
Der Landschaftspark verwilderte und die Teichanlagen trockneten aus.
Seit 2010 wurde das Herrenhaus Orr vom neuen Eigentümer behutsam revitalisiert. Das Herrenhaus Orr wurde renoviert und erhielt 2013 ein neues Walmdach und Fenster, womit es bei Veranstaltungen des Fördervereins Rittergut Orr e.V. wieder nutzbar ist.

## Anlage
Der neugotische Profanbau des zweigeschossigen Herrenhauses verfügte über turmartige Eckbauten, die dem Gebäude das Erscheinungsbild einer mächtigen gotischen Burgarchitektur geben sollten.
Der dreiachsige, südlich gelegene Vorbau gehörte zum Hauptwohnbereich des Gebäudes. Die hinter einem Zinnenkranz gelegenen Dienstbotenräume bedeckte ehemals ein Walmdach.
Dem Gebäudebau folgte zuerst die Anlage eines kleinen Parks, der sich bis zu den östlich gelegenen Weihern erstreckte.
Werner Pagenstecher ließ den kleinen Park ab 1887 zu einem Landschaftspark ausbauen, dessen Mittelpunkt die im Weiher gelegene kleinere Insel war.